# Bobs Watson
Pour les articles homonymes, voir Watson.
Bobs Watson (né le 16 novembre 1930 à Los Angeles, mort le 27 juin 1999 à Laguna Beach (Californie)) est un acteur américain.

## Biographie
Issu de la Watson family (en), il a été enfant acteur au cinéma, mais a aussi fait une carrière en tant qu'acteur à la télévision.
Il est le plus jeune d'une famille de neuf enfants. Il est apparu à l'écran pour la première fois en tant que bébé à l'âge de 6 mois dans Riding to Fame, et à l'âge de 10 ans il avait déjà participé à plus de 125 films.
Il est mort à 68 d'un cancer de la prostate. Il a eu une étoile sur le Hollywood Walk of Fame en 1999, partagée avec Billy Watson (en), Coy Watson (en), et Delmar Watson (en),.

## Filmographie partielle
- 1937 : She's Dangerous
- 1937 : L'Incendie de Chicago de Henry King
- 1938 : Des hommes sont nés : Pee Wee
- 1938 : Kentucky  : Peter Goodwin (1861)
- 1938 : Gangster d'occasion (Co Chase Yourself) d'Edward F. Cline
- 1939 : Et la parole fut : George Sanders
- 1939 : Les Conquérants : Harry Cole
- 1939 : On Borrowed Time de Harold S. Bucquet
- 1940 : Wyoming : Jimmy Kincaid
- 1940 : Dreaming Out Loud, de Harold Young : Jimmy
- 1941 : Des hommes vivront  : Pee Wee
- 1941 : Hit the Road
- 1956 : Le Brave et le Téméraire
- 1967 : Chef de patrouille (First to Fight) de Christian Nyby
- 1970 : Mrs. Stone's Thing
- 1977 : Lâchez les bolides